# Fakulta islámských věd
Fakulta islámských věd (bosensky Fakultet islamskih nauka, FIN) v Sarajevu je nejvyšší islámské učiliště v Bosně a Hercegovině a nejstarší samostatné akademické pracoviště pro studium islámu v jihovýchodní Evropě.

## Dějiny
Fakulta byla zřízena na popud Islámského společenství v SFRJ roku 1977 pod názvem Islámská teologická fakulta v Sarajevu (Islamski teološki fakultet u Sarajevu, ITEF). Fakulta jako samostatná vzdělávací instituce zahájila činnost 27. září 1977. Po pádu komunistického režimu škola změnila svůj název (změna schválena 1991, platná od 1992), jelikož pojem teologie není v islámském prostředí obvyklý.
Zpočátku se studenti mohli zapisovat pouze na teologický obor, roku 1992 byl otevřen ještě obor pedagogický. Roku 1994 k základnímu vzdělávacímu programu, resp. základní úrovni vysokoškolského vzdělávání, přibylo navazující magisterské studium. V akademickém roce 2002/03 byla provedena reforma organizace fakulty (nově působí 9 kateder) i samotného studia, aby chod instituce odpovídal kritériím Boloňského procesu.
Roku 2004 se fakulta stala přidruženou součástí Univerzity v Sarajevu, od roku 2016 se statusem plnoprávného člena.
Fakulta od roku 1993 sídlí v budově někdejší Šarí‘atské soudní školy, kterou navrhl český architekt Karel Pařík.

## Rektoři/děkanové
- 1977–1986 Hamdija Ćemerlić (1905–1990), rektor
- 1986–1988 pověřen výkonem funkce rektora Omer Nakičević (*1927)
- 1988–1989 Omer Nakičević (*1927), rektor, rezignoval
- 1990–0000 Jusuf Ramić (*1938), rektor
- 1993–2000 Omer Nakičević (*1927), děkan, penzionován
- 2000–2002 Jusuf Ramić (*1938), děkan
- 2002–2003 pověřen výkonem funkce děkana Ibrahim Džananović (1946–2003)
- 2003–2007 Enes Karić (*1958), děkan
- 2007–2015 Ismet Bušatlić (*1948), děkan
- 2015–0000 Zuhdija Hasanović (*1967), děkan; zvolen již 2014, výběrové bylo zrušeno a vypsáno znovu